# Louis-Charles Martineau
Pour l’article homonyme, voir Martineau.
Louis-Charles Martineau, né le 26 septembre 1754 à Châtellerault, mort le 23 mai 1835 dans la même commune, est un homme politique de la Révolution française.

## Biographie
Sous l'Ancien Régime, Martineau est « conseiller en la sénéchaussée et siège royal de Châtellerault ».   
En 1790, il est élu juge au tribunal de la ville. En septembre 1791, Martineau est élu député du département de la Vienne, le deuxième sur huit, à l'Assemblée nationale législative. Il vote en faveur de la mise en accusation de Bertrand de Molleville, ministre de la Marine, et du marquis de Lafayette. 
En septembre 1792, il est réélu député de la Vienne, le quatrième sur huit, à la Convention nationale. 
Il siège sur les bancs de la Plaine. Lors du procès de Louis XVI, il vote la mort et rejette l'appel au peuple et le sursis. Il vote en faveur de la mise en accusation de Marat qui le dénonce plus tard dans son journal. Il vote en faveur du rétablissement de la Commission des Douze. 
En 1793, il préside la Société des jacobins de Châtellerault. Le 21 floréal au IV, inscrit par le Conseil des Cinq-Cents au nombre des sept conventionnels qui doivent compléter ce Conseil, il n'est pas agréé par le Conseil des Anciens. Il est nommé juge au tribunal de district de Châtellerault, puis, presque aussitôt, commissaire du Directoire près le même tribunal, fonctions qu'il exerce, sous le titre de procureur impérial et de procureur du roi, jusqu'au 23 décembre 1815. 
Martineau est frappé par la loi du la loi du 12 janvier 1816 en raison de son vote en faveur de la mort de Louis XVI et de son adhésion à l'Acte additionnel durant les Cents-Jours. Il s'exile à Aarau en Suisse dans le canton d'Argovie. Il est amnistié en 1819. 
Son fils Louis Martineau est homme politique sous la Monarchie de Juillet. 